# Klarälvdalen

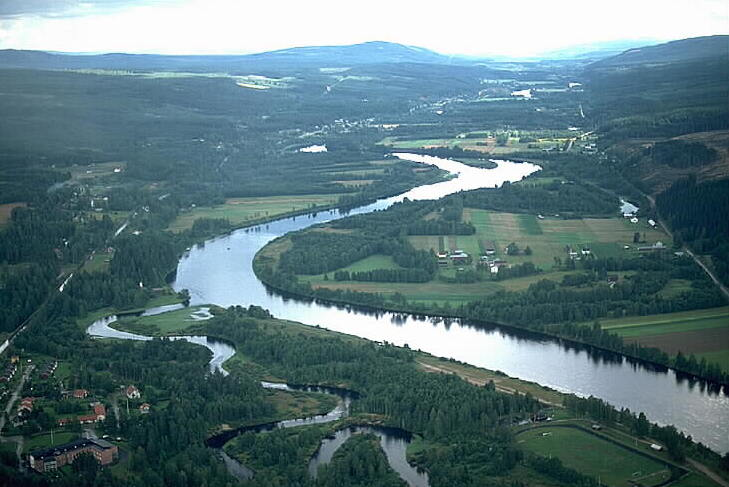
Fotografi över Klarälvdalen. Närmast i bild ligger Likenäs.

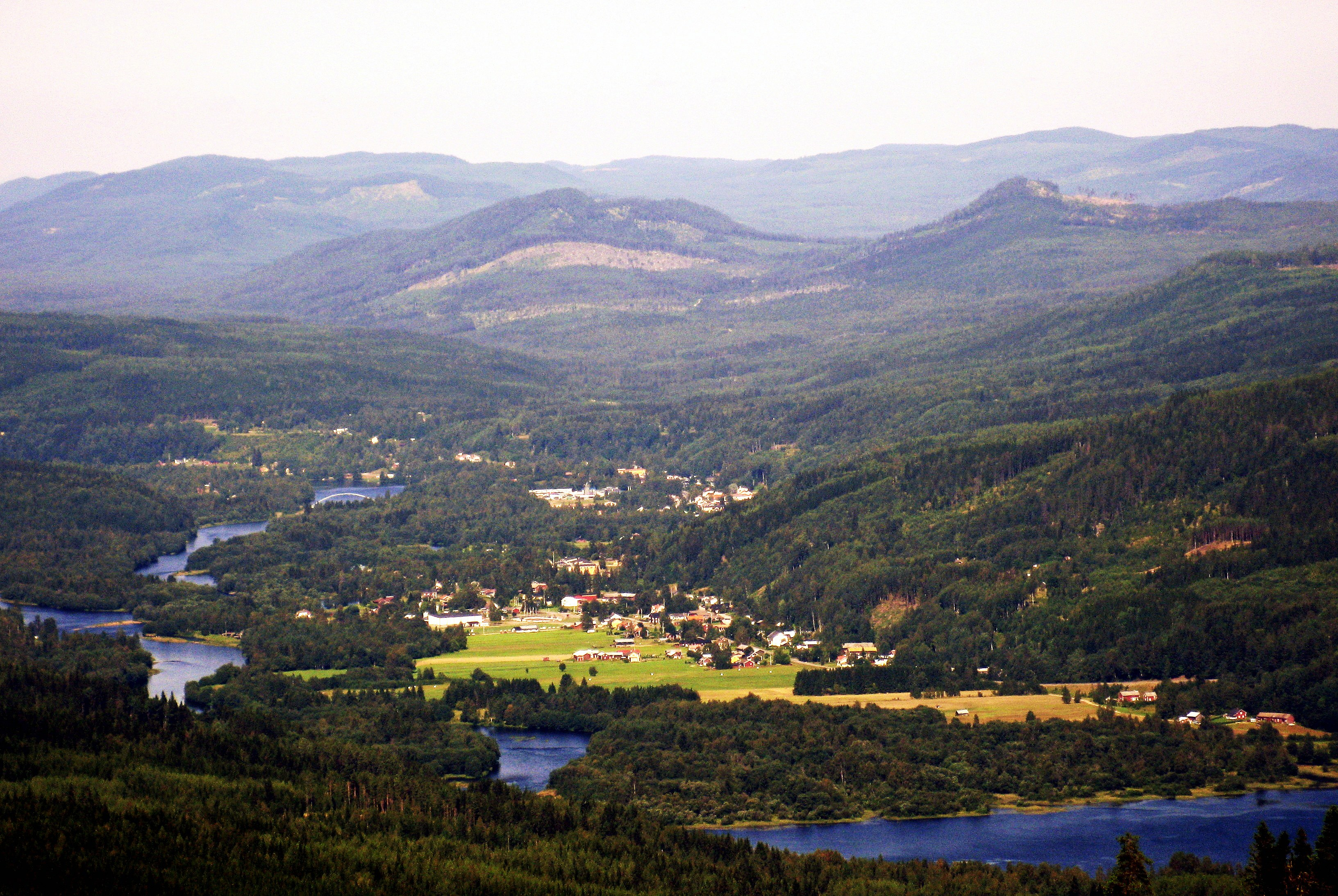
Fotografi över Klarälvdalen och Sysslebäck från Branäsberget.

Klarälvdalen (även Klarälvsdalen) är dalen längs Klarälvens lopp i norra Värmland. Den äldre benämningen Älvdalen, som också är den vanliga benämningen på Älvdals härad, har under senare år alltmer alltmer ur bruk, troligen för att undvika sammanblandning med orten Älvdalen i Dalarna.